# اسکار لافونتین
اسکار لافونتین (انگلیسی: Oskar Lafontaine؛ زادهٔ ۱۶ سپتامبر ۱۹۴۳) روزنامه نگار، نویسنده  و سیاست‌مدار سوسیالیست  اهل آلمان است. 
او از از سال 1985 تا 1998 نخست وزیر زارلاند بود. او در سال 1992 به عنوان نامزد حزب SPD (مخفف: حزب سوسیال دموکرات آلمان)  برای صدراعظمی آلمان در انتخابات شرکت کرد. و از سال 1995 تا 1999 ریاست این حزب را بر عهده داشت. پس از انتخابات بوندستاگ در سپتامبر 1998 - گرهارد شرودر صدراعظم شد - او وزارت دارایی فدرال را در کابینه ی اول شرودر به دست گرفت. در مارس 1999 او به طور غیر منتظره ای از تمام مناصب سیاسی، از جمله کرسی نمایندگی  خود در بوندستاگ آلمان  استعفا داد. 
پس از انتخابات ایالتی در زارلند در سال 2009، که در آن Die Linke (حزب چپ آلمان) بیش از 20 درصد آرا را به دست آورد، برای اولین بار وارد پارلمان ایالتی شد، و لافونتین رهبر گروه پارلمانی حزب خود در پارلمان ایالت سارلاند شد. او این سمت را تا سال 2022 حفظ کرد. از می 2012 تا 2022 او همچنین رهبر اپوزیسیون بود. او چندین بار تلاش کرد که  SPD را برای تشکیل یک اتحاد در سطح ایالتی  متقاعد کند که ناکام ماند. او در انتخابات ایالتی زارلند در سال 2022 دیگر نامزد پارلمان ایالتی نشد و در 17 مارس 2022 خروج خود را از حزب چپ اعلام کرد.  لا فونتین به همراه همسرش سارا واگنکنشت از منتقدان اصلی سیاست های حزب چپ آلمان در سال های اخیر بوده است و خروج او پیش از انتخابات ایالتی و نطق او علیه حزبش صدمه ای جبران ناپذیر بر حزب چپ آلمان وارد آورد. او از نسلی از سیاستمداران چپ گرای SPD  است که هنوز حزب نماینده ی باورهای چپ گرایانه سوسیالیستی بود. 